# فيل هيني
فيل هيني هو سائق سيارة سباق سويسري، ولد في 31 يناير 1943.